# جین تسکین یافته (فیلم)
جین تسکین یافته (انگلیسی: Painkiller Jane) فیلمی در ژانر ابرقهرمانی است که در سال ۲۰۰۵ منتشر شد. از بازیگران آن می‌توان به امانوئل ووگیر اشاره کرد.